# 殺人を呼んだ本
『殺人を呼んだ本』（さつじんをよんだほん）は、赤川次郎の連作推理小説。1988年11月に双葉社から刊行された。
1998年7月16日にはビクターインタラクティブソフトウェア（現マーベラスインタラクティブ）より「夜想曲」としてゲーム化された。

## 概要
元々は雑誌に連作ミステリーとして掲載されたものを、1冊の本にまとめたもの。図書館で働くことになった主人公の周りで起こる奇妙な事件を5つのエピソードで綴る。

## あらすじ
林の中にひっそりと佇む「私立野々宮図書館」。この図書館には富豪の野々宮氏が趣味で集めた大量の本が所蔵されている。主人公松永三記子はひょんなことからこの図書館の管理人として住み込みで働くことになる。
しかし、この図書館にある本はただの本ではなく、殺人者が愛読していた本や首吊り自殺の踏み台に使われた本など、その全てが人間の死を見てきた本ばかり。三記子が本を手に取るたび、その本にまつわる奇妙な出来事が起こるのだった…。

## 登場人物
松永 三記子
この物語の主人公。19歳。周囲で巻き起こる事件を彼女が解決していく様が描かれる。
竹内 好男
三記子のボーイフレンド。大学生。多少、怖がり。三記子のパートナーとして事件解決を手伝う。
田所 あきら
野々宮財団の弁護士。40代半ばの男性。次々と事件に巻き込まれる三記子に悩まされる事が多い。

## 各話の内容
- 第一の事件 この指にとまった幽霊たち
- 第二の事件 明日に希望を
- 第三の事件 殺人を呼んだ本
- 第四の事件 隠れんぼうをした本
- 第五の事件 長い約束

第一・第二・第三の事件までが図書館所蔵の本と関係者にまつわるエピソード、第四・第五の事件は図書館へ新規に持ち込まれた（いつの間にか紛れ込んでた）本と関係者にまつわるエピソードとなっている。

物語の時系列は不明。ただし第一～第三の事件いずれかの内、一編以上が第五の事件より前に発生していると考えられる。

（いずれも『図書館内で幽霊が出た』話。最終話・第五の事件で、来訪者が主人公から人間かどうか確認された描写がある。）

## 書誌情報
- 双葉社（FUTABA NOVELS）　1988年11月
- 双葉社（双葉文庫）　1991年6月
- 角川書店（角川文庫）　1996年3月25日

## 副題について
角川文庫版には副題が付けられているが、「私は図書館」と付いた版と「私の図書館」と付いた版の2種類が存在する。